# ابرهارد شولر
ابرهارد شولر (آلمانی: Eberhard Schöler؛ زادهٔ ۲۲ دسامبر ۱۹۴۰) یک بازیکن تنیس روی میز اهل آلمان است.  وی همچنین برنده جوایزی همچون برگ بوی نقره‌ای شده است. وی در مسابقات کشوری و بین‌المللی در مجموع برنده ۵ مدال نقره، ۸ مدال برنز شده‌است.